# Surveyor–6
Surveyor–6 (angolul: térképész) az amerikai Surveyor-program űrszondája, amely sima leszállást hajtott végre a Holdon.

## Küldetés
A NASA tévé-kamerával, talajmechanikai berendezésekkel és analizátorokkal felszerelt szerkezeteket juttatott a Hold felszínére. A program célja, elősegíteni az Apollo-program keretében végrehajtandó emberes Holdra szállását.

## Jellemzői
1967. november 7-én egy Atlas–Centaur rakétával indították a Air Force Eastern Test Range űrbázisról. Indítást követően Föld körüli pályára állt, a hajtómű beindításával a második kozmikus sebességet elérve indult a Hold felé. Repülés közben a Földtől 171 255 kilométernél a pályakorrekciót hideggáz-rakétákkal végeztek, helyzetét stabilizálták. A referencia érzékelők a Napot és a Canopus csillagot vették célba. Feladata, vizsgálati módszere, műszerezettsége megegyezik a Surveyor–5-tel.
A Surveyor 3 méter maga, három lábon álló dúraluminium, csővázas építmény. A váz fogta össze a üzemanyagtartályt, rakétahajtóművet, telekommunikációs egységet, vezérlőegységet, az 1,5 méterre kinyúló manipulátorkart, antennákat. Energiaellátását akkumulátorok (cink-ezüst) és napelemek (1 négyzetméter, 3960 napelemlapocska) összehangolt egysége biztosította. Tömege induláskor 1,5 tonna, leszállás után 300 kilogramm.
Holdra szállás közben a folyékony hajtóanyagú fékezőrakéták működését az automata, fedélzeti radar-magasságmérő jelei vezérelték. Néhány méteres szabadesés után a három korong alakú leszállótalpra leszállóegységkén sikeres landolást hajtott végre. November 10-én 4,8 kilométerre a tervezett landolási helytől, a Surveyor–4 baleseti helyszínétől 9 kilométerre sima leszállást hajtott végre a Föld felé néző holdkorong középpontjának közelében a Központi Öbölre (Sinus Medii). November 17-én a hajtómű beindításával 2,5 méter magasságba emelkedett és 3 méter távolságba újra landolt.
A leszállást követően a talajvizsgálatokat aktivációs analizátorral végezte el. Mintavételt, sugárzásos anyagelemzést összesen 43 órán át végzett, az adattovábbítás ideje 27 óra 44 perc volt. A kamera és kiegészítő egységeivel 360 fokban 29 914 felvételt készített vörös, kék és zöld szűrők közbeiktatásával, ezeket átalakítás után a Földre sugározta, ahol összeállították a környezet színes panorámaképét. Szolgálati ideje az első holdéjszakával november 24-én befejeződött. December 14-én aktiválták a szondát, a kapott fotók és mérési adatok használhatatlanok voltak.
Működésének befejezése előtt november 17-én a rendelkezésre álló energia és üzemanyag tartalékkal sikeres emelési, megtartási manővert hajtottak végre. A leszállóegység 3 méter magasan, több mint 6 másodpercig lebegett, majd az első leszállási helytől 2 méternyire ismét a felszínre ereszkedett.

## Külső hivatkozások
- Surveyor-6. spacefacts.de. (Hozzáférés: 2012. december 28.)
- Surveyor-6. lib.cas.cz. [2013. október 13-i dátummal az eredetiből archiválva]. (Hozzáférés: 2012. december 28.)

| Elődje: Surveyor–5 | Surveyor-program 1966–1968 | Utódja: Surveyor–7 |